# 노블티 송
노블티 송(novelty song)은 말 그대로 이색한(novel) 소재를 가지고서 구성한 음악의 한 갈래로서 그 안에 어떠한 장치를 해 놓았다거나 유머나 어떠한 대중문화를 포함한 곡을 아우름이다. 코미디 송을 부분적으로 포함하는 개념.
노블티 송이 가장 흥한 시대는 20년대 및 30년대로서 그 이후로는 50년대 및 60년대 재흥한 적이 있다.
노블티 송이라는 말 자체는 틴 팬 앨리에서 생긴 것이다. 한 가지 주의할 것으로 익살스런 곡을 이름에는 코미디 송이라는 분류가 따로 있으므로 굳이 이 분류가 대질 필요는 없으며 상술하였듯이 노블티 송은 유머가 들어간 곡만을 포함하는 개념도 아니다.
노블티 송의 대개는 패러디나 유머를 가지고 쓴 곡이다. 동시대의 어떤 사조나 사건을, 이를테면 어떠한 명절이나 어떠한 유행(춤이나 TV 프로그램같은)을 소재로써 쓰는 경우가 많았다. 이색한 곡(novelty song)이니 가사며 주제며 그 음악에서 특이한 것이 많았으며 애초에 음악적이지도 않은 것도 있었다. 예를 들어 1966년의 노블티 송 〈They're Coming to Take Me Away, Ha-Haaa!〉를 보면 음악이랄 것은 거의 없고 스네어 드럼과 탬버린의 두들김으로 일관되어 있다.

## 같이 보기
- 만요

## 참고 문헌
- Aquila, Richard, That Old-time Rock & Roll: A Chronicle of an Era, 1954-1963. University of Illinois Press, 2000. ISBN 0-252-06919-6
- Axford, Elizabeth C. Song Sheets to Software: A Guide to Print Music, Software, and Web Sites for Musicians. Scarecrow Press, 2004. ISBN 0-8108-5027-3
- Hamm, Charles (ed.). Irving Berlin Early Songs. Marcel Dekker, 1995. ISBN 0-89579-305-9
- Tawa, Nicholas E. Supremely American: Popular Song in the 20th Century . Scarecrow Press, 2005. ISBN 0-8108-5295-0